# كارستن فوغل
كارستن فوغل (بالدنماركية: Karsten Vogel)‏ هو ملحن دنماركي، ولد في 11 يناير 1943 في الدنمارك في مملكة الدنمارك.

## وصلات خارجية
- الموقع الرسمي
- كارستن فوغل على موقع IMDb (الإنجليزية)
- كارستن فوغل على موقع ميوزك برينز (الإنجليزية)
- كارستن فوغل على موقع أول ميوزيك (الإنجليزية)
- كارستن فوغل على موقع ديسكوغز (الإنجليزية)